# 皇城街道 (张家口市)
皇城街道，是中华人民共和国河北省张家口宣化区下辖的一个乡镇级行政单位。

## 行政区划
皇城街道下辖以下地区：
炮院社区、沙电社区、庙底社区、皇城桥北社区和大西街社区。